# Aerostar

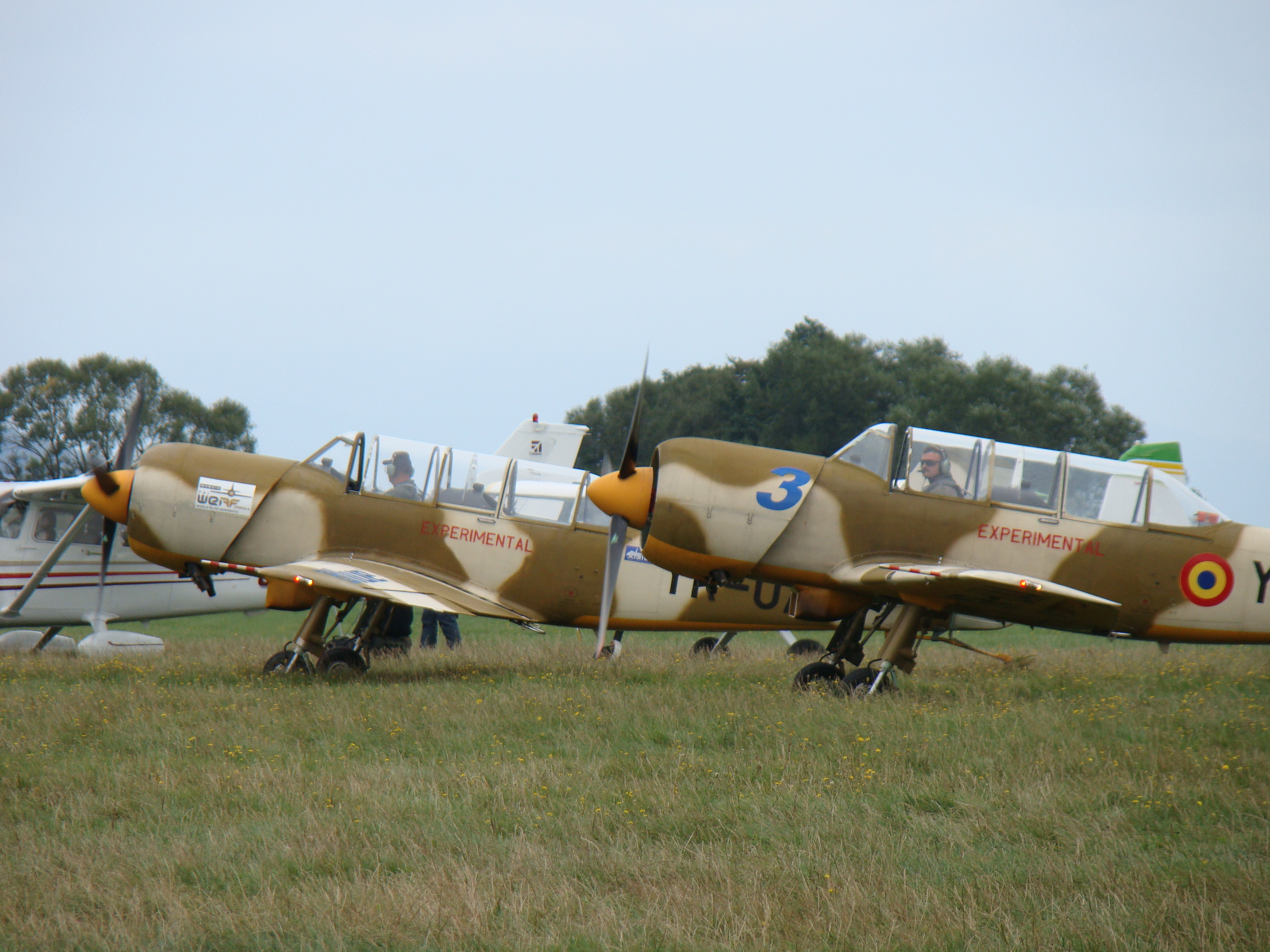
Yak-52 TW (Pilot Dan Stefanescu), Air Show Bielsko-Biała 9

La Aerostar S.A. è un'azienda aeronautica, costituita nel 1953 con sede a Bacău, in Romania. Nei suoi stabilimenti è stato prodotto su licenza ed è stata curata la manutenzione dell'addestratore basico Yakovlev Yak-52, commercializzato come Aerostar Yak-52.

## Storia
La società è attiva nella riparazione e potenziamento militare degli aerei, produzione e riparazione di apparecchiature idrauliche, aviazione, aerei leggeri e attrezzature militari terrestri. Un'altra parte importante settore è lo sviluppo di bombole di GPL.
Se prima del 1989, la sua produzione è stata principalmente orientata verso l'aviazione militare, la produzione per l'aviazione civile costituisce il 15% dei ricavi totali nel 2006.
La società è stata privatizzata nel febbraio 2000, la quota di maggioranza è stata acquistata dalla IAROM, una società che si occupa di fornire consulenza e studi di strategia nel settore dell'aviazione; Iarom SA ha il 71,09% del capitale sociale mentre SIF Moldova detiene l'11,25% delle azioni.
I titoli azionari Aerostar sono negoziati nella seconda categoria della Borsa di Bucarest Exchange (BSE) con il simbolo ARS.